# Philippe Ehinger
Philippe Ehinger (* 1961 in Genf) ist ein Schweizer Musiker (Klarinetten, auch Klavier, Komposition), der klassische Kammermusik auf historischen und modernen Instrumenten spielt, aber auch als Theatermusiker sowie im Bereich der Improvisationsmusik und des Jazz hervorgetreten ist.

## Leben und Wirken
Ehinger begann 1967 mit dem Klarinettenspiel in der Ondine Genevoise, einem Harmonieorchester für Kinder. Er studierte nach der Matura am Conservatoire supérieur de Musique de Genève bei Thomas Friedli und absolvierte 1984 mit einem Virtuosenpreis. Zwischen 2004 und 2006 bildete er sich auf historischen Klarinetten bei Gilles Thomé in Paris fort; ab 2007 schloss sich eine Ausbildung in Ensemblemusik auf historischen Instrumenten bei Lorenzo Alpert an.
Ehinger spielte seit 1988 mit Philippe Koller und Bernard Trontin in dem Septett Aujourd’hui Madame (gleichnamiges Album 1991 bei Plainisphare). 1993 improvisierte er mit Jacques Siron und der Tänzerin Manon Hotte (mit Siron entstand auch das Album Les Passeurs d’Instants), um im Folgejahr erstmals Musik für ein Theaterstück zu schaffen. Auf dem La Bâtie-Festival de Genève führte er 1995 ein Performancekonzert mit dem Videokünstler Ulrich Fischer auf. Michel Wintsch holte ihn für seine Produktion Minimum Wital. Mit Yves und Pierre-François Massy bildete er das Le Mêm(e) Trio, das die Alben Études pour Trio und Votre Mépris de la Lessive veröffentlichte. William Parker holte ihn auf dem AMR Jazz Festival 2011 in sein Creation Ensemble (CD Wooden Flute).
Ehinger führte mehrfach Le Centre du Monde, prélude et fugue pour piano programmé von Sébastien Grosset auf und war 2015 als Solist auf dem Bassetthorn mit einem kammermusikalischen Programm auf Tournee in China.
Ehinger ist zudem Professor für Instrumentaldidaktik an der Haute école de Musique de Genève und Klarinettenlehrer am Conservatoire de Musique de Genève.

## Diskographische Hinweise
- Béatrice Graf & Philippe Ehinger Beat & Lip (Altrisuoni 2001)
- Ehinger, Lindemann, Pitteloud: ELP (Unit Records 2003)
- Joy Frempong & Philippe Ehinger: Les Voisins ne parlent pas tous la même langue (Unit Records 2012)[1]
- Jesús Espinosa, Philippe Ehinger, Valentine Mercier, Valérie Bernard Igapo (VDE 2013)